# 韋謝利庫特 (茲納緬卡區)
48°49′24″N 32°34′30″E / 48.82333°N 32.57500°E
韋謝利庫特（烏克蘭語：Веселий Кут），是烏克蘭中部的村莊，隸屬基洛夫格勒州的克羅皮夫尼茨基區。該村始建於1756年，面積3.96平方公里，海拔高度137米，人口104，人口密度每平方公里74.8人。

## 外部連結
- Веселий Кут[永久]
- Погода в селі Веселий Кут （页面存档备份，存于）
- Историческая информация о селе Веселый Кут （页面存档备份，存于） （俄文）